# Alessandro De Petri
Pas d'image ? Cliquez ici
Alessandro De Petri, dit Ciro (né le 22 mai 1955 à Bergame) est un pilote de rallye-raid italien.

## Biographie
Alessandro De Petri, surnommé "Ciro" pour son nez proéminent en référence à Cyrano de Bergerac, commence la moto en 1970 à l'âge de 15 ans.
Dentiste de profession, il devient vite un enduriste de talent. Au milieu des années 80, il se spécialise dans les rallyes-raids. Il remporte trois fois le Rallye des Pharaons - en 1987, 1989 et 1990, et deux fois le Rallye de Tunisie en 1988 et 1989.
Sa meilleure place sur le Rallye Dakar est une 3e place en 1990. Entre 1986 et 1991, il décroche néanmoins dix-neuf victoires d'étapes sur cette compétition.
Le 6 octobre 1992, une chute à 150 km h−1, pendant le Rallye des Pharaons, en Égypte, le plonge dans le coma pendant 40 jours. Sa carrière manque alors de se terminer.
Il participe une dernière fois au Paris-Dakar-Paris en 1994, au guidon d'une Cagiva privée.
Il se consacre ensuite à l'écriture d'une autobiographie et à une activité associative dans le but de construire des écoles en Afrique[réf. nécessaire].
Il réside aujourd'hui à Costa Volpino.

## Palmarès

### Rallye Dakar
- 1984 : 37e - KTM 560 GS # 105
- 1985 : abandon - Honda 600 XL # 94
- 1986 : 5e - Honda 600 XL # 92 (5 victoires d'étapes)
- 1987 : disqualifié - Cagiva 900 Elefant # 99 (2 victoires d'étapes)
- 1988 : abandon - Cagiva 900 Elefant # 99
- 1989 : 12e - Cagiva 900 Elefant # 99 (2 victoires d'étapes)
- 1990 : 3e - Cagiva 900 Elefant # 91 (6 victoires d'étapes)
- 1991 : Abandon - Yamaha 750 YZE (3 victoires d'étapes)
- 1992 : abandon - Yamaha 750 YZE (1victoire d'étape)
- 1994 : 31e - Cagiva 900 Elefant

### Rallye des Pharaons
- 1987 : Vainqueur - Cagiva 900 Elefant
- 1989 : Vainqueur - Cagiva 900 Elefant
- 1990 : Vainqueur - Yamaha

### Rallye de Tunisie
- 1988 : Vainqueur - Cagiva 900 Elefant
- 1989 : Vainqueur - Cagiva 900 Elefant

### Baja Aragon
1991 : Vainqueur - Yamaha (avec comme équipier, Angelo Cavandoli)